# Sympherobius exiguus
Sympherobius exiguus är en insektsart som först beskrevs av Navás 1908.  Sympherobius exiguus ingår i släktet Sympherobius och familjen florsländor. Inga underarter finns listade i Catalogue of Life.